# Hrací automat

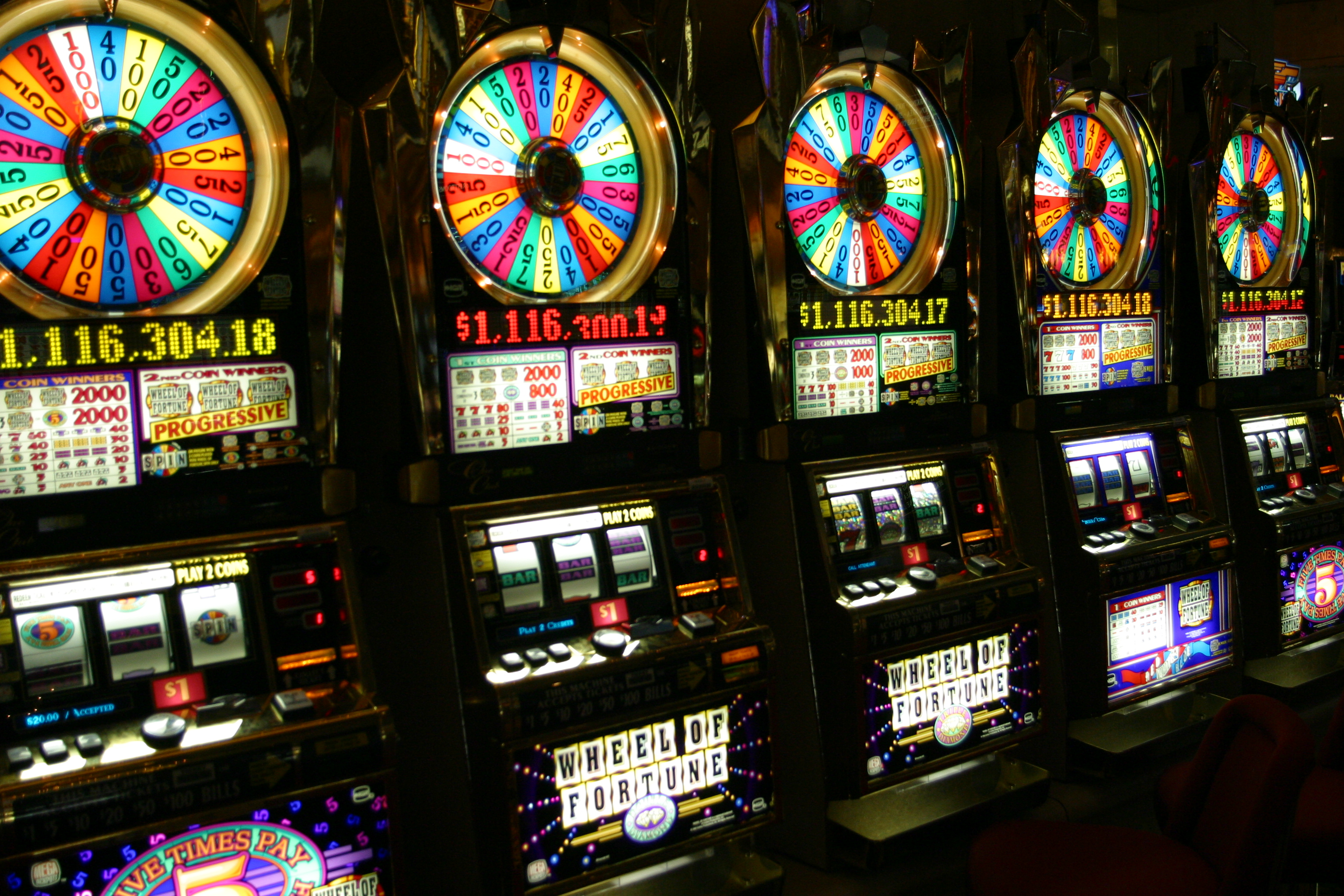
Řada výherních hracích automatů v kasinu v Las Vegas

Hrací automat je zpravidla elektronické zařízení, na kterém lze za peníze provozovat hry; nejčastěji jsou umístěny ve stojící skříni s displejem a ovládacími prvky na čelní stěně. Nejobvyklejší jsou tzv. výherní hrací automaty umožňující peněžité výhry. Automaty patří v současné době mezi nejoblíbenější kasinové hry, hlavně díky jednoduchosti hraní.
Výherní hrací automaty bývají v Česku umístěny v hernách s kasinovou licencí a nesmí být umístěny v běžných restauracích nebo například barech.

## Druhy výherních automatů

### Mechanické výherní hrací přístroje (VHP)
Nejdůležitější částí mechanického VHP jsou kotouče (dle typu tři až pět), které se po stisknutí tlačítka otáčejí a po určitém časovém úseku se kotouče zastaví. Pokud je zaznamenána kombinace symbolů (tři stejné symboly v řadě vodorovně nebo dle úhlopříčky), je hráči připsána výhra podle hodnoty symbolů, přičemž platí, že čím jsou výherní symboly ojedinělejší, tím je vyhraný obnos vyšší. Výhra se také násobí násobením sázek. U nejrozšířenějších mechanických automatů je minimální sázka 2 Kč (u nejstarších 1 Kč), maximální sázka 5+95. Otáčení kotoučů vyvolává u hráče dojem rulety, ale jejich zastavení v určité pozici je řízeno softwarem automatu a hráčem je jen iniciováno. Software automatu je nastaven podle všeobecných podmínek (zákonů a vyhlášek) tak, že pro výhry musí být vyčleněno určité procento ze sázek.

### „Digitální“ (s dotykovou LCD obrazovkou)
Princip LCD automatů je stejný, jen je v nabídce více her a automat je uživatelsky přívětivější.

### Videoloterijní terminály (VLT)
Videoloterijní terminál je propojen do širší sítě hracích automatů, která se dohromady skládá na jackpot. Z každé sázky na každém z těchto automatů je určitá část vyhrazena a odvedena právě na výhru v jackpotu. Tento typ automatu vytlačuje starší mechanický model VHP, protože nabízí větší množství her, které se nepravidelně při aktualizacích software mění, ale i širší rozpětí sázek na jednu hru. Tyto sázky typicky sahají od jedné koruny a mohou maximálně dosáhnout 1 000 Kč za jednu hru. Výhra v podobě jackpotu je podle loterijního zákona limitována na maximálních 500 000 Kč na jednu hru.

## Regulace
Nastavení výhernosti hracích automatů (VHP+VLT) je schvalováno ministerstvem a nelze do něho zasahovat. Dlouhodobá teoretická výhernost dosahuje podle typu automatu a hry až 100 %, ovšem dle zákona nesmí tuto hranici přesáhnout. Minimální výhernost nesmí dle zákona klesnout pod 75 %. Každý automat má svůj herní plán, který je k nahlédnutí u obsluhy a v případě online automatů v pravidlech kasina. V herním plánu musí být mimo jiné přesně uvedena výhernost daného automatu, respektive každé jednotlivé hry.

### Zpoplatnění automatů
Každý automat musí mít vylepenou svoji registrační známku, která se za poplatek 5 000 Kč vydává na tři měsíce.
Za každý automat (místo) se platí poplatek ve výši 55 Kč/den.
Z čistého zisku se odvádí 30 % státu a zbytek zisku podléhá běžnému zdanění příjmů. Pokud hernu neprovozuje společnost přímo vlastnící automaty, rozdělení zisku je zhruba 1/3 stát, 1/3 vlastník automatů, 1/3 provozovatel herny.

## Online výherní automaty
Hraní na automatech je možno se věnovat i na internetu, a to pouze v online kasinech, které mají licenci vydávanou Ministerstvem financí ČR.

### Rozdělení dle počtu válců
- 3válcové online automaty (3-reel online slots), klasické online automaty (classic online slots) – modernizovaná verze výše zmíněných klasických mechanických automatů uzpůsobena pro on-line hraní
- 5válcové online automaty (5-reel online slots) – modernější, zvýšil se počet válců i výplatních linií
- Ovocné automaty (Fruit slots) – anglická verze klasických automatů

### Rozdělení dle způsobu vyplácení
- Multiplier – tento typ automatů je nejrozšířenější. Každá výherní kombinace má určitou hodnotu, kterou mohou hráči najít v herní listině.
- Bonus Multiplier – stejný systém jako u předchozí verze, ovšem hraní za maximální sázky je zvýhodněno
- Multiple Payline – závislost počtu výherních linií na výši sázky
- Buy a Pay – čím vyšší sázka, tím více možných výherních kombinací. Při nízkých sázkách tedy některé symboly hráčům nepřináší žádnou výhru
- Progressive Slots – automaty se speciálním jackpotem, který funguje velmi podobně, jako u klasických loterijních her. Určité procento každé sázky se dává stranou a ukládá se právě do progresivního jackpotu, který se zvyšuje s časem, s jakým tento jackpot nikdo netrefil. Teoreticky tento jackpot není nijak shora omezený, ovšem v českých casinech je dle zákona maximální výše výhry v jedné hře technické hry v kasinu i internetovém kasinu nastavena na 500 000 Kč.[1]

House Edge je u automatů proměnlivá, většinou se pohybuje kolem hodnoty 15 % v kamenných kasinech. V online kasinech bývá výše house edge nižší a zpravidla se pohybuje kolem 5 %.

### Alternativní hrací automaty (videohry)

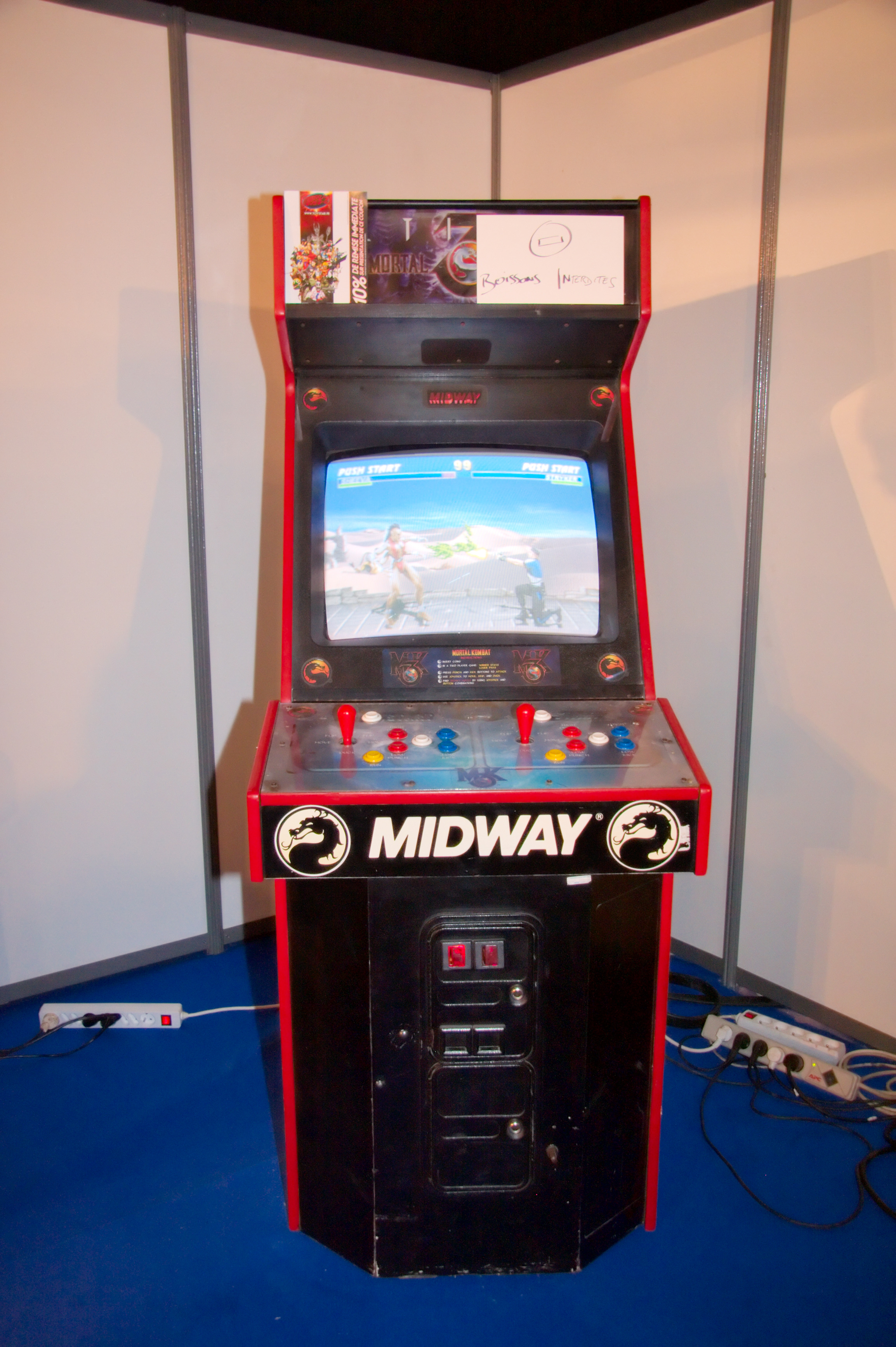
Automat se zabudovanou hrou Mortal Kombat

Alternativou jsou hrací automaty neurčené k peněžní výhře, ve kterých je za peníze možné hrát videohru. S postupným rozšířením osobních počítačů a herních konzolí se tento typ omezuje na herní centra typu Laser Game a zábavní parky.

## Gambling
Na výherních herních automatech je možno vytvořit si psychickou závislost, která se označuje jako gambling. Závislé osoby (tzv. gambleři) pak ve výherních automatech dokážou prohrát ohromné částky, což má často za následek zásadní narušení mezilidských vztahů a existenční potíže nejen samotných hráčů, ale často i jejich blízkých. Zvláště kombinace s drogovou závislostí je velmi nebezpečná.
I z těchto důvodů český zákon nedovoluje hru na výherních automatech osobám mladším osmnácti let, do heren s automaty jim pak úplně zakazuje vstup. Od 20. prosince 2020 je v provozu také Rejstřík vyloučených osob. Jde o informační systém veřejné správy, který není přístupný třetím stranám. Jeho cílem je, aby provozovatel hazardních her nevpustil do herního prostoru osoby, které:
- pobírají dávky pomoci v hmotné nouzi
- kterým bylo nařízeno omezení nebo povinnost zdržet se hazardních her, hraní na hracích přístrojích a sázek nebo léčení ze závislosti na hazardu dle trestního zákoníku
- mají předběžný zákaz her a sázek a to podle zákona upravující trestní řízení.